# Milda Mons
Milda Mons is een berg op de planeet Venus. Milda Mons werd in 1991 genoemd naar Milda, godin van de liefde in de Litouwse mythologie.
De berg heeft een diameter van 48 kilometer en bevindt zich in het quadrangle Atalanta Planitia (V-4).